# القصاص (فلم)
القصاص (بالإنجليزية: Retribution) هو فيلم أكشن وإثارة لعام 2023 من إخراج نمرود أنتال وتأليف كريس سلمانبور. من بطولة ليام نيسون، ونوما دومزويني.

## روابط خارجية
- مقالات تستعمل روابط فنية بلا صلة مع ويكي بيانات